# قزل قية (تشاراويماق)
قزل قية (بالفارسية: قزل‌قیه) هي منطقة سكنية تقع في قسم تشاراويماق المركزي في إيران. يقدر عدد سكانها بـ 106 نسمة .